# Inna Abramovna Zhvanetskaia
Inna Abramovna Zhvanetskaia (Vinnytsia, 20 de janeiro de 1937) é uma compositora ucraniana. 
Estudou composição com Nikolay Peyko na Escola Gnessin, onde se formou em 1964. Ela ensinou piano e em 1965 tornou-se professora de leitura de partitura e instrumentação na Escola Gnessin.

## Composições
As suas composições incluem:

### Câmara
- Burlesco (violino e piano; 1959)
- Cinco peças de dança para crianças (dois celli; 2007)[2]
- La Bale (viola e piano; 2015)[3]
- Memórias do Compositor Alfred Schnittke (violoncelo solo)
- Seis peças (quinteto de sopros; 1969)
- Sonata (violino e piano; 1976)
- Lascas da infância (violino solo)[4]
- Quarteto de Cordas (1962)
- Variações sobre um tema judaico (dois violinos)

### Orquestra
- Concerto para Contrabaixo e Orquestra (com redução para piano; 1978)
- Abertura (1963)
- Concerto para piano[3]
- Suite (orquestra de cordas; 1965)

### Piano
- Partita (1966)
- Fantasia polifónica (1962)
- Toccata (1961)
- Variações sobre um tema de Brahms (1958)

### Vocal
- Ciclo (palavras de A. Izaakian; voz e piano; 1960)
- Da Poesia Hebraica Medieval (1998)[3]
- Músicas altas de Anna Akhmatova
- Romances (palavras de V. Bryusov e outros poetas não especificados)
- Yanvarski Stroki (palavras de S. Smirnov; voz e piano; 1968)
- Zemiyai! (palavras de Tvorenye-Cholovek; coro e orquestra; 1972)